# Sung Tongs
Sung Tongs är Animal Collectives femte studioalbum. Endast David Portner (Avey Tare) och Noah Lennox (Panda Bear) medverkar på albumet. Albumet är uppbyggt av akustiska gitarrer och skiljer sig starkt från gruppens tidigare album, Here Comes the Indian, som hade en kaotisk noiseljudbild.

## Låtlista
1. "Leaf House" – 2:42
2. "Who Could Win a Rabbit" – 2:18
3. "The Softest Voice" – 6:46
4. "Winters Love" – 4:55
5. "Kids on Holiday" – 5:47
6. "Sweet Road" – 1:15
7. "Visiting Friends" – 12:36
8. "College" – 0:53
9. "We Tigers" – 2:43
10. "Mouth Wooed Her" – 4:24
11. "Good Lovin Outside" – 4:26
12. "Whaddit I Done" – 4:05